# Stadio Nazionale della Costa Rica (2011)
Lo Stadio Nazionale della Costa Rica (in spagnolo Estadio Nacional de Costa Rica) è uno stadio polifunzionale situato a La Sabana, quartiere di San José, in Costa Rica. Completato nel 2011, è utilizzato principalmente per partite di calcio. Lo stadio sostituisce il vecchio Stadio Nazionale.
Il governo cinese ha finanziato la costruzione dello stadio, che ha una capienza di 35 062 spettatori. La consegna finale della proprietà è avvenuta con i diplomatici dell'ambasciata cinese in Costa Rica il 10 gennaio 2011, un mese prima del previsto.
Lo stadio viene utilizzato anche per ospitare diversi concerti; nel 2011 si sono infatti esibiti Shakira, Miley Cyrus, Red Hot Chili Peppers e Pearl Jam, nel 2012 è stata la volta di Elton John e Lady Gaga, mentre nel 2016 e nel 2018 vi ha suonato Laura Pausini.